# Annette Raffalt
Annette Raffalt, geb. Hartmann (* in Dingden / Hamminkeln) ist eine deutsche Theaterregisseurin. Bis 2016 leitete sie gemeinsam mit ihrem Mann Peter Raffalt die Junge Burg am Wiener Burgtheater.

## Leben
Annette Hartmann studierte in Stuttgart Schauspiel. Schon während dieses Studiums beschloss sie, Regisseurin zu werden. 1988 zog sie mit ihrer Familie nach Trier. Dort inszenierte sie in der freien Szene (sie war Mitglied der Gruppe Dukes Oak) und erarbeitete parallel Theaterproduktionen mit Kindern und Jugendlichen.
Raffalts Bruder Matthias Hartmann holte sie 2000 an das Schauspielhaus Bochum, wo sie bis 2005 das Junge Schauspielhaus Bochum aufbaute und leitete. Neben etlichen Projekten mit Kindern und Jugendlichen inszenierte sie im Schauspielhaus und in den Kammerspielen mit Schauspielern des Ensembles Stücke für junge Menschen. 2005 ging Annette Raffalt nach Zürich und baute dort gleichfalls das Junge Schauspielhaus auf, das sie bis 2009 leitete. Am Schauspielhaus Zürich inszenierte sie entweder im Pfauen oder in der Spielstätte des Jungen Schauspielhauses der Halle 3. Gemeinsam mit ihrem Mann Peter Raffalt gründete sie 2009 die Junge Burg, eine Sparte für Kinder und Jugendtheater am Burgtheater in Wien. Besonders hervorzuhebende Produktionen waren, Der Zauberer von Oz mit Udo Samel als Zauberer und Peter Pan mit Mavie Hörbiger als Tinkerbell.
Annette Raffalt lebt in Wien. Sie hat gemeinsam mit ihrem Mann Peter zwei Kinder.

## Inszenierungen (Auswahl)
- In 80 Tagen um die Welt nach Jules Verne; Theater Trier
- Der Zauberer von Oz nach Lyman Frank Baum; Burgtheater Wien
- Peter Pan von J. M. Barrie; Burgtheater Wien
- In 80 Tagen um die Welt nach Jules Verne; Burgtheater Wien
- Der gestiefelte Kater von Peter Raffalt; Akademietheater Wien
- Die Schneekönigin nach Hans Christian Andersen; Akademietheater Wien
- Rasmus, Pontus und der Schwertschlucker nach Astrid Lindgren; Akademietheater Wien
- Alice im Wunderland von Roland Schimmelpfennig; Kasino am Schwarzenbergplatz Wien
- Familiengeschichten Belgrad von Biljana Srbljanović; Burgtheater Vestibül
- I work therefore I am von Niko Schulz-Dornburg; Burgtheater Vestibül
- Emil und die Detektive nach Erich Kästner; Pfauenbühne
- darksite von Edna Mazya; Schauspielhaus Zürich Halle 3
- Klassenfeind von Nigel Williams; Schauspielhaus Zürich Halle 3
- Cinderella und die Zauberfrucht von Peter Raffalt; Pfauenbühne
- Der Traum weißer Pferde von Nick Wood; Schauspielhaus Zürich Halle 3
- Die rote Zora nach Kurt Held; Schauspielhaus Zürich
- Schöne neue Welt von Volker Ludwig; Schauspielhaus Zürich Halle 3
- Mia von Nick Wood; Theater im Klassenzimmer Zürich
- Der kleine Prinz von Antoine de Saint-Exupéry; Schauspielhaus Zürich Halle 3
- Ronja Räubertochter nach Astrid Lindgren; Schauspielhaus Bochum
- Linie 1 von Volker Ludwig; Schauspielhaus Bochum
- Peterchens Mondfahrt von Gerd von Bassewitz; Schauspielhaus Bochum
- Nachtschwärmer von Thomas Oberender; Schauspielhaus Bochum
- Die Schaukel von Edna Mazya; Schauspielhaus Bochum
- Das Dschungelbuch nach Rudyard Kipling; Schauspielhaus Bochum
- Der Nussknacker von Peter Raffalt; Schauspielhaus Bochum